# Splachnobryum oorschotii
Splachnobryum oorschotii là một loài rêu trong họ Splachnobryaceae. Loài này được (Sande Lac.) Müll. Hal. mô tả khoa học đầu tiên năm 1876.